# Wouter Wippert
Wouter Wippert (Wierden, Países Baixos; 14 de agosto de 1990) é um ciclista profissional neerlandês.
Em 6 de novembro de 2019 anunciou a sua retirada como ciclista profissional aos 29 anos de idade depois de não encontrar equipa para a seguinte temporada. No entanto, no final de dezembro do mesmo ano anunciou que tinha adiado o retiro depois da continuidade do EvoPro Racing, equipa com o que tinha competido nesse ano.

## Palmarés
| - 2010 - 1 etapa da Volta a Eslováquia - 2011 - 1 etapa do Tour de Berlim - 3 etapas do Tour da Província de Namur - 1 etapa do Tour de l'Avenir - 2012 - 1 etapa do Triptyque des Monts et Châteaux - 1 etapa da Volta a Navarra - 2013 - 1 etapa do Tour da Província de Namur - 2014 - 2 etapas da New Zealand Cycle Classic - 1 etapa do Tour de Taiwan - 1 etapa do Tour do Japão - 2 etapas do Tour de Kumano - 1 etapa do Tour da China II - 1 etapa do Tour de Hainan | - 2015 - 1 etapa do Tour Down Under - 2 etapas do Tour de Taiwan - 2 etapas do Tour da Coreia - 2016 - 2.º no Campeonato dos Países Baixos em Estrada - 2017 - 2.º no Campeonato dos Países Baixos em Estrada - 2 etapas do Tour de Alberta - 2018 - Omloop Mandel-Leie-Schelde - 2019 - 2 etapas da Belgrado-Bania Luka - 1 etapa do Volta à Hungria |